# Daruma-shū
Die Daruma-shū (jap. 達磨宗, dt. „Bodhidharma-Schule“) war eine Schule des frühen Zen-Buddhismus in Japan. Sie entstand in der Kamakura-Zeit und hörte spätestens im Ōnin-Krieg auf, als eigenständige Schule zu existieren.
Ein Teil von ihr ging im Rahmen ihrer Verfolgung fast vollständig in der noch jungen Sōtō-shū auf und dominierte diese zeitweise.
Im übergeordneten Sinn bedeutet Daruma-shū' wörtlich „die Schule oder Linie von Bodhidharma“, einem indischen Mönch, der Zen im sechsten Jahrhundert von Indien nach China gebracht hat. Der Name wird verwendet, um die Zen-Schule im Allgemeinen oder die Lehren des Zen-Buddhismus zu bezeichnen. In anderen Zusammenhängen bezieht er sich auf eine kurzlebige Schule des Zen, die von dem Mönch Dainichim Nônin in Japan gegründet wurde.bezeichnet. In japanischen Publikationen wird die Daruma-shū deshalb auch Nihon Daruma-shū (日本達磨宗; „Japanische Bodhidharma-Schule“) genannt, um Verwechslungen mit der allgemeinen Bezeichnung für das neu in Japan propagierte Chan aus China vorzubeugen, die mit den gleichen Schriftzeichen geschrieben wurde (chinesisch 達磨宗, Pinyin Dámó zōng, W.-G. Ta-mo tsung). So bezieht sich das durch die Tendai-shū veranlasste, vom Kaiserhof erwirkte Verbot einer „Daruma-shū“ im Jahr 1194 aufgrund von Unverständlichkeit und Unsinnigkeit, wegen dessen sich Eisai verantworten musste, auf jegliches Zen als eigenständige Schule.

## Geschichte
Als Stifter der Daruma-shū gilt der japanische Mönch Dainichi(bō) Nōnin (大日(房)能忍; † ca. 1189–96), der am Ende des 12. Jahrhunderts wirkte. Er war der Onkel von Kagekiyo, einem Anführer der Taira (und kam später durch dessen Schwert um). Er residierte im Sambō-ji (三宝寺), einem von ihm begründeten Tempel in der Provinz Settsu. Anders als manche seiner am Zen interessierten Zeitgenossen unternahm er selbst keine Reise in das China der Song-Dynastie, das damals in Japan als Ursprungsland des Chan galt. Um sich dennoch als Zen-Meister durch einen chinesischen Meister legitimieren zu lassen, schickte Nōnin im Jahr 1189 seine zwei Schüler Renchū und Shōben nach China, die bei Zhuoan Deguang (chinesisch 拙庵德光, Pinyin Zhuóān Déguāng, W.-G. Cho-an Te-kuang; 1121–1203) vorstellig wurden, einem Meister aus dem Yangqi-Zweig (chinesisch 楊岐派, Pinyin Yángqí pài) der Linji zong (chinesisch 臨濟宗, Pinyin Línjì zōng, W.-G. Lin-chi tsung) und selbst Schüler von Dahui Zonggao (chinesisch 大慧宗杲, Pinyin Dàhuì Zōnggǎo, W.-G. Ta-hui Tsung-kao; 1089–1163). Renchū und Shōben studierten bei Fozhao Deguang und händigten ihm einen Brief von Nōnin aus, in dem dieser seine religiöse Erfahrung schilderte. Bei ihrer Rückkehr gab Te-kuang ihnen u. a. ein Siegel der Erleuchtung (印可, inka) für Nōnin mit auf den Weg, der diesen als seinen Dharma-Nachfolger auswies.
Nōnins Wirken sah sich von Seiten der etablierten, buddhistischen Schulen scharfer Kritik ausgesetzt, darunter die mächtige Tendai-shū. Aber auch andere Zen-Meister (darunter Eisai in seinem 興禪護國論, Kōzen gokokuron) und Nichiren (in seinem 開目抄, Kaimokushō) bezogen gegen ihn Stellung, was u. a. auf den schnellen Zuwachs an Schülern und die große Aufmerksamkeit für die neue Schule zurückzuführen ist.
Einer der wichtigsten Schüler Nōnins wurde Kakuan (覺晏; † 1234?), der später in Tō-no-mine in der Provinz Yamato wirkte. Die Unterkünfte dieser Gemeinde wurde in den Jahren 1227/8 von Mönchen des Kōfuku-ji zerstört. Weitere Zentren von Nōnins Schülern waren die ebenfalls von Kakuan etablierte Gemeinde in Higashiyama in Kyōto und eine Gruppe im Hajaku-ji in der Provinz Echizen. Letztere, um den Mönch Ekan (懐鑑; † 1251) zentrierte Gruppe schloss sich im Frühjahr 1242 gemeinsam Dōgens Gemeinde am Kōshō-ji in Fukakusa südlich von Kyōto an. Sie folgten damit dem Vorbild ihres Mitschülers Koun Ejō (孤雲懐奘; 1198–1280), wie Ekan ein Schüler von Kakuan, der sich bereits im Jahr 1234 Dōgen angeschlossen hatte und später dessen Nachfolger werden sollte. Zusammen mit Ekan trafen u. a. auch Tettsū Gikai (徹通義介; 1219–1309), Gi’en (義演; † 1314), Gijun (義凖) und Kangan Gi’in (寒巌義尹; 1217–1300) am Kōshō-ji ein. Nachdem sich auch diese Gruppe in Higashiyama aufgelöst hatte, blieb die Gruppe in Nōnins altem Tempel, dem Sambō-ji, die einzige der Daruma-shū, bis dieser Tempel im Ōnin-Krieg zerstört wurde.
In Dōgens neuer Zen-Gemeinde waren die ehemaligen Anhänger der Daruma-shū später Teil des sogenannten Streits um die Nachfolge in der dritten Generation (三代相論, sandai sōron), die sich im Eihei-ji nach dem Tod von Dōgens Nachfolger Ejō (der bis dahin eine Vermittlerrolle eingenommen hatte) auch an Fragen um die richtige Doktrin der Sōtō-shū entzündete. Grundsätzlich ging es dabei um Konflikte zweier Parteien: einerseits die Anhänger der reinen und kompromisslosen Lehre Dōgens, die dieser nach der Konversion der Daruma-shū-Anhänger besonders rigoros und in Abgrenzung zu anderen Lehren formuliert hatte und die sich um Gi’en formierten und andererseits die Anhänger der Daruma-shū-Lehre (die nicht unbedingt identisch mit den Konvertierten von 1242 waren) um Ejōs Nachfolger Tettsū Gikai, die sich um eine synkretistische Vermittlung mit den anderen buddhistischen Schulen in Japan bemühten. Der Konflikt führte schließlich zur Spaltung der Sōtō-shū, als Gikai 1293 den Eihei-ji verlassen musste und am Daijō-ji (大乗寺; einem ehemaligen Shingon-Tempel) in der Provinz Kaga eine neue Gemeinde gründete. Erst im 16. Jahrhundert vereinigten sich die verschiedenen Sōtō-Linien wieder unter dem Eihei-ji.

## Schriften
- Das Jōtō Shōgakuron (成等正覺論; „Traktat über die Erlangung vollkommener Erleuchtung“) enthält in drei Abschnitten a) einen Bericht über die Geschichte des Zen-Buddhismus von den sieben Buddhas der Vergangenheit bis zum 50. Patriarchen Zhuoan Deguang, b) eine Glosse über „Der Geist selbst ist Buddha“ (即心是仏, sokushin zebutsu; eine zentrale Doktrin der Daruma-shū) und c) eine Passage über weltliche Vorteile und magische Kräfte.[18]

- Das Shōbōgenzō (正法眼蔵) war eine 1236 von zu Dōgens Gemeinde konvertierten Daruma-shū-Anhängern erstellte Sammlung von dreihundert chinesischen Kōan. Der Titel geht auf eine von Dahui Zonggao erstellte Kōan-Sammlung (chinesisch 正法眼藏, Pinyin Zhèngfǎyǎn zàng) zurück, auf die sich auch Dōgens später entstandenes, ebenfalls Shōbōgenzō genanntes Werk bezieht.[19]

- Das Hōmon Taikō (法門大綱)[20]

- Das Kenshō Jōbutsuron (見性成仏論; „Traktat über die Schau der eigenen Natur und der direkten Erlangung der Buddhaschaft“)[21]

- Das Daruma Sanron (達磨三論; „Drei Traktate über Bodhidharma“) ist eine apokryphe Schrift, die der Sōtō-Mönch Kyōgō (経豪) der Daruma-shū zugeschrieben hatte. Dabei handelte es sich um das Hasō-ron (破相論), das Goshō-ron (悟性論) und das Kechimyaku-ron (血脈論).[22]

## Lehre
Das Zen der Daruma-shū war durch zwei Quellen bestimmt: einerseits die durch Zhuoan Deguang vermittelte Linji-zong-Linie, die wie die spätere Rinzai-shū auf kanna-zen (看話禪), also der bevorzugten Verwendung von Kōan, basierte und andererseits die synkretistische Meditationslehre der Tendai-shū, die auf Saichōs Überlieferungen der Tiantai zong sowie seinen Studien bei Xiuran (chinesisch 修然, Pinyin Xiūrán, W.-G. Hsiu-jan), Vertreter der Ochsenkopf-Schule bzw. Nordschule des chinesischen Chan aus den Jahren 804/5 fußte.
Die Theorie der „Schau der eigenen Natur und direkte Erlangung der Buddhaschaft“ (見性成仏, kenshō jōbutsu), die von Huineng im sogenannten „Plattform-Sutra des sechsten Patriarchen“ entwickelt worden war, wurde von der Daruma-shū zum Leitmotiv erhoben. Dabei konnte sie sich auch auf die Tendai-shū beziehen, die diese Doktrin, so in Saichōs Kechimyakufu (血脈譜) expliziert, ebenfalls vertrat. Zusammen mit der Theorie des „Der Geist selbst ist Buddha“ (即心是仏, sokushin zebutsu), Ausdruck der Nicht-Dualität von Buddha und (anderen) Lebewesen, bildete dies die doktrinäre Grundlage der Daruma-shū-Lehre.
Des Weiteren war die Daruma-shū wahrscheinlich durch den esoterischen Buddhismus beeinflusst. So empfiehlt das Jōtō Shōgakuron das Rezitieren bestimmter Verse, um damit magische Wirkungen zu entfalten.
Ein weiteres Charakteristikum der Daruma-shū war ein ausgeprägter Kult um Śarīra (舍利, shari), buddhistische Reliquien in Perlenform, womit sich die Schule im Besitz heiliger Überreste der sechs ersten Patriarchen und des Bodhisattva Fugen wähnte. Für ihre Verehrung gab es im Sambō-ji eine eigene Halle. Der Kult hielt schließlich auch Einzug in die Sōtō-shū, indem Gikai seinem Nachfolger Keizan Jōkin die von ihm verwahrten Śarīra Fugens und Huinengs überantwortete. Keizan brachte diese im Yōkō-ji (永光寺) unter, einem Tempel auf der Noto-Halbinsel.